# Man Push Cart
Man Push Cart è un film indipendente del 2005 scritto, diretto, prodotto e montato da Ramin Bahrani.

## Trama
Il film è incentrato la vita di Ahmad, immigrato pakistano e rockstar fallita, che per vivere trasporta il suo stand mobile lungo Manhattan, vendendo caffè e bagel. Ahmad fa la conoscenza di Mohammed, un famoso uomo d'affari pakistano che gli offre un lavoro e assistenza finanziaria, promettendo di farlo entrare nella scena musicale newyorchese.